# Megalognatha exosomoides
Megalognatha exosomoides es una especie de insecto coleóptero de la familia Chrysomelidae.
Fue descrita científicamente en 1927 por Laboissiere.